# 大田弘之
大田 弘之（おおた ひろゆき、1943年 - ）は、日本の実業家。テレビせとうち代表取締役社長。

## 来歴
1943年岡山県高梁市に生まれる。1966年に滋賀大学経済学部を卒業。同年山陽新聞入社。同社取締役編集局長、常務取締役、専務取締役などを経て、2007年より現職。

## 年譜
- 1943年 - 岡山県にて出生
- 1966年 - 滋賀大学経済学部卒業
- 1966年 - 山陽新聞入社
- 2008年 - 山陽新聞取締役編集局長
- 2008年 - 山陽新聞常務取締役
- 2009年 - 山陽新聞専務取締役
- 2010年 - テレビせとうち代表取締役社長

## 履歴
- 一般社団法人　岡山県文化資料保存協会　理事